# استیون سی میلر
استیون سی میلر (به انگلیسی: Steven C. Miller) یک کارگردان، فیلمنامه نویس آمریکایی می‌باشد. وی از سال ۲۰۰۵ تا کنون مشغول فعالیت است.

## کارگردانی
- انتقال اتوماتیک(فیلم۲۰۰۶)-Automaton Transfusion
- فریاد از بانسه (۲۰۱۱)-Scream of the Banshee
- مقیاس تهاجم (فیلم ۲۰۱۲)-The Aggression Scale
- زیرتخت(فیلم ۲۰۱۲)-Under the Bed
- شب خاموش (فیلم ۲۰۱۲)-Silent Night
- استخراج (فیلم ۲۰۱۵)-Extraction
- زیرآب (فیلم ۲۰۱۶)-Submerged
- غارتگران (۲۰۱۶)-Marauders
- آرسنال (فیلم ۲۰۱۷)-Arsenal
- اولین قتل (فیلم ۲۰۱۷)-First Kill
- نقشه فرار ۲: جهنم (۲۰۱۸)-Escape Plan 2: Hades

## نماهنگ
میلر برای گروه های موسیقی مانند:Blinded Black و Tokyo Rose موزیک ویدیو ساخته است. 